# Institut de formation de pédicurie-podologie
En France, l'institut de formation de pédicurie-podologie (IFPP) forme les étudiants souhaitant être titulaires du diplôme d’État de podologue.
Les instituts de formation de pédicurie-podologie sont rattachés auprès du Ministère de la Santé, des agences régionales de santé, ou auprès des centres hospitaliers universitaires (CHU).